# Forteresse maritime de Ruotsinsalmi

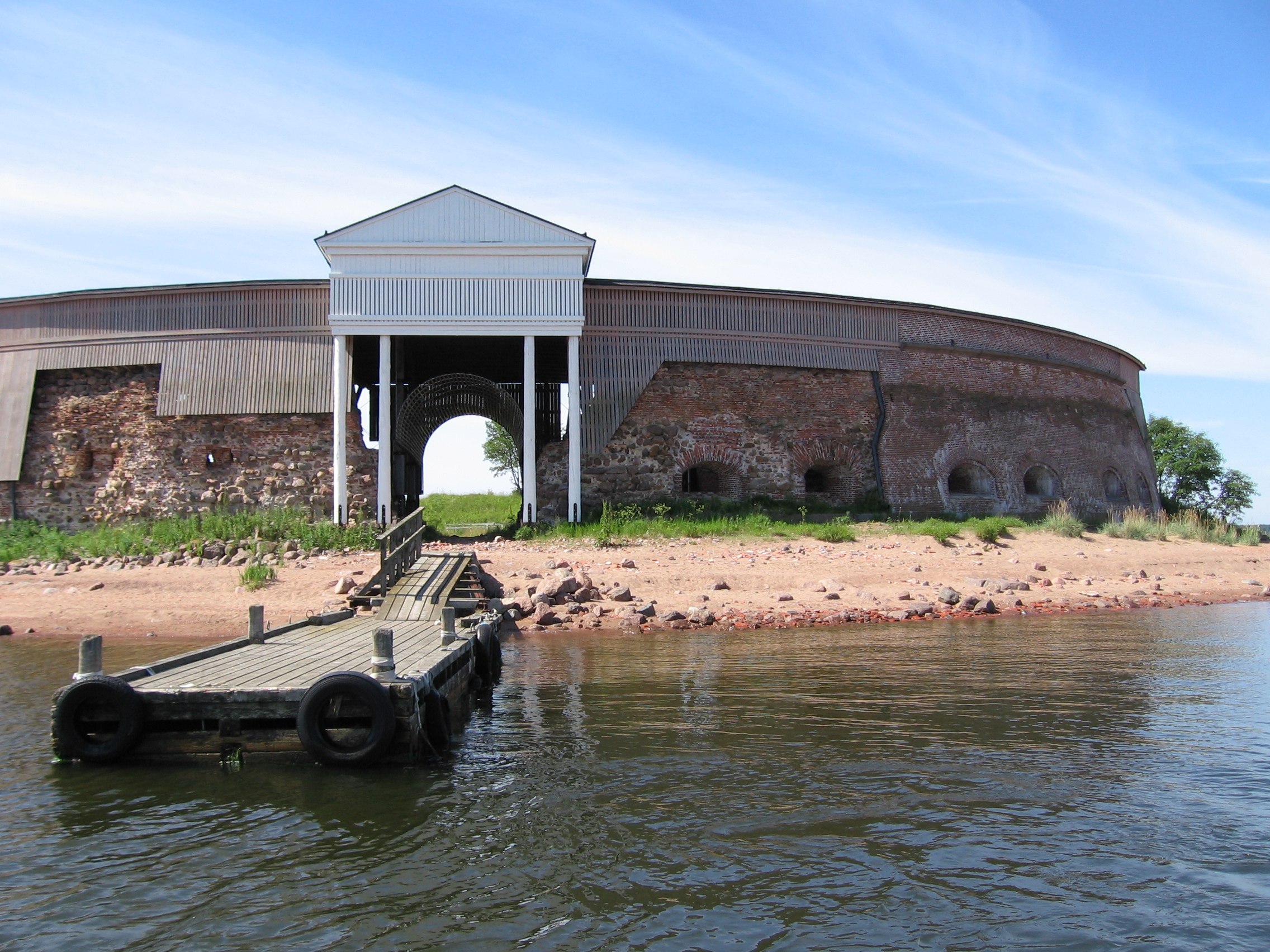
Le fort Slava dans l’île de Kukouri.

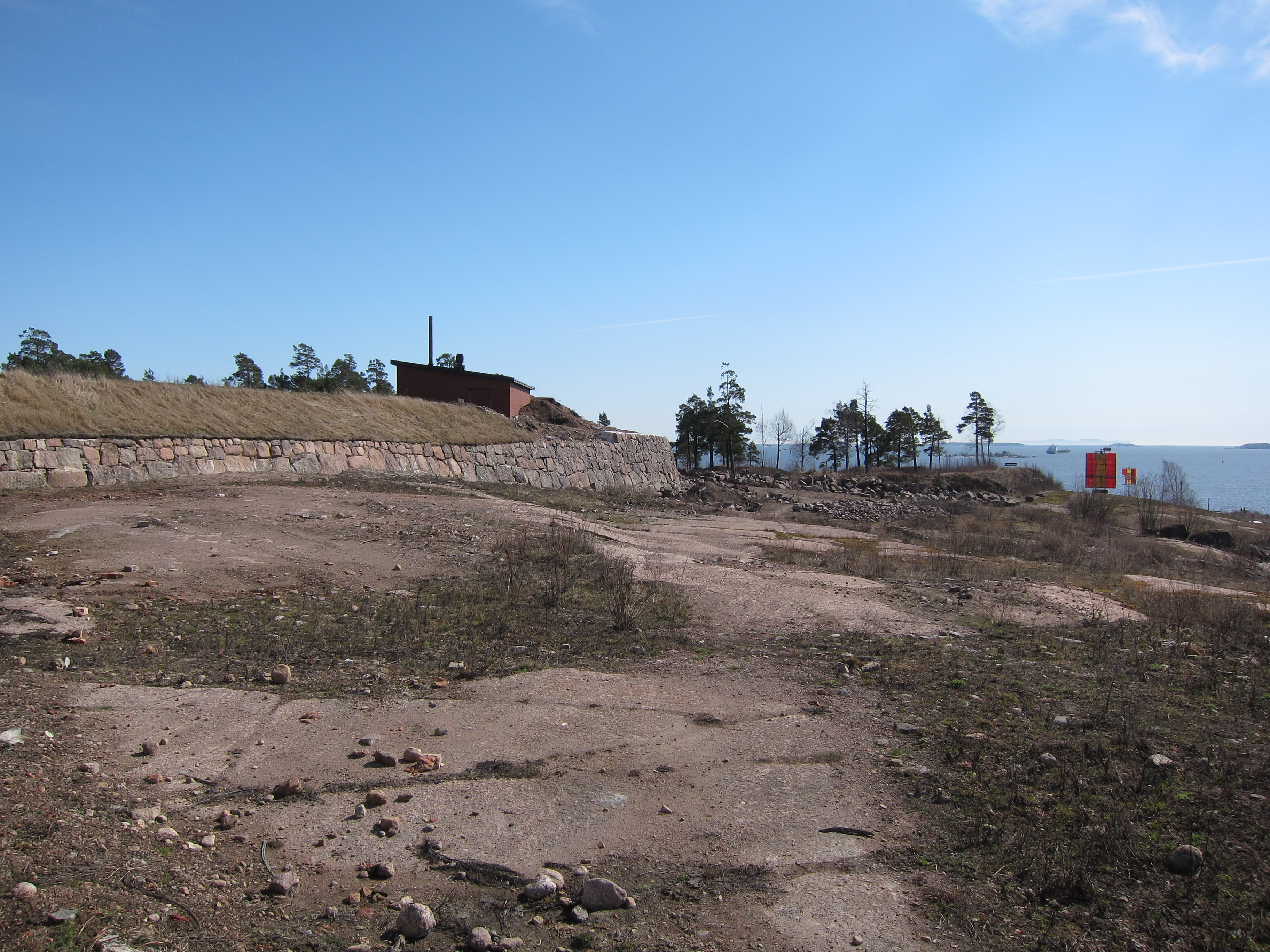
Ruines du fort Katarina

La Forteresse maritime de Ruotsinsalmi est un ensemble de fortifications situé à Kotka en Finlande.

## Description
Elle participe au système de fortification du sud-est de la Finlande construit par la Russie après la Guerre russo-suédoise de 1788-1790 pour contrer les forteresses maritimes suédoises de Svartholm à Loviisa et de Suomenlinna à Helsinki.
La forteresse maritime de Ruotsinsalmi et la forteresse de Kymi formaient la partie méridionale du système de fortification du sud-ouest de la Finlande.
Ruotsinsalmi était aussi un poste avancé de la forteresse maritime de Cronstadt à Saint-Pétersbourg.
La forteresse maritime de Ruotsinsalmi est composée de plusieurs forts, redoutes et batteries d'artillerie.
Le fort principal est le  fort Katarina situé dans la partie sud de Kotkansaari à l'endroit où se trouve le quartier actuel de Katariina.
Les autres forts les plus importants sont le fort Elisabeth dans l'île de Varissaari et le fort Slava dans l'île de Kukouri.
On voit encore des vestiges de fortins plus petits par exemple dans l'île de Tiutinen ou la redoute Kotka.
Les fortifications de Ruotsinsalmi seront en grande partie détruites par la flotte franco-britannique pendant la guerre de Crimée de 1855.